# Архиепархия Урмии
Архиепархия Урмии (лат. Archieparchia Urmiensis) — архиепархия Халдейской католической церкви с центром в городе Урмия, Иран. В митрополию Урмии входила епархия Сельмаса. Кафедральным собором архиепархии Урмии является церковь Пресвятой Девы Марии Богородицы.

## История
4 сентября 1890 года Святой Престол учредил архиепархию Урмии для верующих Халдейской католической церкви. Первый архиепископ Урмии Тома Аудо был убит в 1918 году во время гонений на христиан. В 1983 году в митрополию Урмии была включена епархия Сельмаса.

## Ординарии архиепархии
- архиепископ Тома Аудо (4.09.1892 — 27.07.1918);
- архиепископ Isaac-Jesu-Yab Khoudabache (Koudabache) (6.10.1930 — 8.08.1930);
- архиепископ Abel Zayia (Zaya) (6.12.1939 — 18.03.1951);
- архиепископ Zaya Dachtou (14.07.1951 — 15.08.1972);
- архиепископ Самуэль Хауриз OAOC[1] (1.05.1974 — 14.06.1981);
- архиепископ Томас Мерам (30.11.1983 — по настоящее время).

## Источник
- Annuario Pontificio, Libreria Editrice Vaticana, Città del Vaticano, 2003, ISBN 88-209-7422-3.
- J. Tfinkdji, L'Église chaldéenne autrefois et aujourd'hui Архивная копия от 13 декабря 2015 на Wayback Machine, in A. Battandier, Annuaire Pontifical Catholique, XVII, 1914, pp. 497—498.
- J.-B. Chabot, État religieux des diocèses formant le Patriarcat chaldéen de Babylone au 1er janvier 1896, in Revue de l'Orient Chrétien I, 1896, pp. 451—452.